# Hristo Prodanov
Hristo Prodanov, född 24 februari 1943, död 21 april 1984 på Mount Everest var en bulgarisk bergsbestigare. Förste bulgar att bestiga Mount Everest vilket han gjorde den 20 april 1984 då han nådde toppen via den mycket svåra leden West Ridge. Prodanov klättrade solo och utan syrgastuber. Omkom av utmattning på 8 500 meters höjd på nervägen.

## Meriter
- Lhotse 30 april 1981 utan syrgas solo.
- Mount Everest 20 april 1984 utan syrgas solo.